# Pierre Tessier
Pour l’article ayant un titre homophone, voir Pierre Teissier.
Pour les articles homonymes, voir Tessier.
Pierre Tessier est un acteur français, spécialisé dans le doublage.

## Biographie
Actif dans le doublage, il est notamment la voix française régulière de Ryan Reynolds, (depuis 1995), Greg Germann (depuis 1997), Dylan Neal et Greg Grunberg (depuis 1998), mais aussi de Tim DeKay et Kevin Rahm ainsi qu'entre autres une des voix de Chris O'Donnell, Billy Zane, Steve Valentine, Justin Kirk, Jake Weber, Freddie Prinze Jr., Justin Long et Billy Burke.
Également présent dans de nombreux jeux vidéo, il est notamment la voix de Arthas Menethil dans Warcraft III: Reign of Chaos et autres jeux de la saga, Challus Mercer dans Dead Space, Federico Auditore dans Assassin's Creed II, Thancred dans Final Fantasy XIV, Ryan dans Beyond: Two Souls ou encore l'agent Castle dans Tom Clancy's Rainbow Six Siege.

## Théâtre
- 1990 : Charlie et la Chocolaterie de Roald Dahl, mise en scène par Michel-Louis Alban, théâtre de Vélizy
- 1991 : Angèle Box de Xavier Durringer, mise en scène par Patrick Gaudart, Paris
- 1991 : Les Jardins de France de Jean-luc Paliès, mise en scène par Louise Doutreligne, CDN la Limousine (Limoges)
- 1991 : Tartuffe de Molière, mise en scène par Benoît Lepecq, théâtre de Vélizy
- 1992 : Paoli Bonaparte de et mise en scène par Henri Mary, Festival d'Ajaccio
- 1993 : La Marmitte - Les Menechmes de Plaute, mise en scène par Alain Michel, tournée en France
- 1993 : Le Jeu de Robin et Marion d'Adam de la Halle, mise en scène par Jean-Claude Mathon, Céret
- 1994 : Le Chemin du miracle de Gautier de Coincy, mise en scène par Claude Henri Joubert, Plougastel, Paris
- 1994 : Pinocchio de Renaud Maurin, mise en scène par Patricia Piana, espace des Arts (Chalon / Saône)
- 1995 : Madame sans gêne mise en scène par Didier Long, Festival de Metz
- 1995 : L'Épreuve de Marivaux, mise en scène par Brigitte Foray, Festival d'art et musique en l'Isle Crémieu
- 1996 : Faust de Goethe, mise en scène par Didier Long, Festival de Metz
- 1997 : Les Femmes savantes de Molière, mise en scène par Patrick Fournier, Festival du 11e à Paris
- 1998 : Peepshow dans les Alpes de Markus Köbeli, mise en scène par Jacques David, Touraine - Paris, au théâtre de l'Aquarium
- 1998 : François Villon de et mise en scène par Jean-Claude Mathon, Festival de CERET (Pyrénées), Opéra de Lyon
- 1999 : Journée de noce chez les Cro-magnons de Wajdi Mouawad, mise en scène par Jacques David, au théâtre de l'Étoile du Nord
- 2001 : Tristan et Iseult adapté et mise en scène par Jean-Claude Mathon, Quimper, Opéra de Lyon, CDN de Dunkerque
- 2002 : Le Gardien de phare de Matt Cameron, mise en scène par Jacques David, théâtre de Saintes, tournée en France
- 2002 : Le Temps d'une chanson de et mise en scène par Jean-Claude Mathon, théâtre de Sens
- 2002 : Warcraft III: The Reign of Chaos et The Frozen Throne dans le rôle de Arthas Menethil
- 2007 : Le Roman de Fauvel création ensemble Obsidienne et mise en scène par lui-même, théâtre de Sens
- 2007 : Odysseus direction artistique d'Yves Baillon. Les Musicales de bourgogne, Maison de la culture de Nevers
- 2008 : Quand nous nous réveillerons d'entre les morts de Henrik Ibsen, mise en scène par Jacques David, théâtre du chaudron
- 2009 : Carmina Burana création ensemble Obsidienne et mise en scène par lui-même, Festival Voix et Routes Romanes Alsace, Théâtre de Sens
- 2010 : Fabuleux Fabliaux création ensemble Obsidienne et mise en scène par lui-même, théâtre de Sens

Sources : RS Doublage

## Filmographie

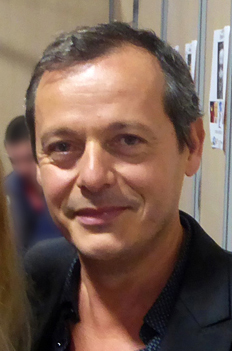
Pierre Tessier lors de la convention Paris Manga en 2016.

Source : IMDb.com

### Cinéma
- 1989 : À deux minutes près d'Éric Le Hung : le crieur du cinéma
- 1990 : Feu sur le candidat d'Agnès Delarive : le bon élève
- 1993 : L'Instinct de l'ange de Richard Dembo
- 2012 : Populaire de Régis Roinsard : le journaliste championnat de France
- 2013 : 16 ans ou presque de Tristan Séguéla : un journaliste radio
- 2015 : Le Hobbit : Le Retour du roi du Cantal de Léo Pons : voix additionnelles[n 1] (film français parodique, voix uniquement)

Ingénieur du son
- 1992 : La Fenêtre de Monique Champagne[4]
- 1992 : Requiem pour un beau sans cœur de Robin Morin[5]

### Télévision
- 1993 : Le Galopin de Serge Korber : le serveur (téléfilm)

### Internet
- 2024 : Retro Découverte : l'huissier de justice[6] (saison 5)

## Doublage
Note : Les dates en italique correspondent aux sorties initiales des films dont Pierre Tessier a assuré le redoublage où le doublage tardif.

### Cinéma

#### Films
- Ryan Reynolds[1],[2] dans :
  - American Party, Van Wilder relations publiques (2002) : Van Wilder
  - Harold et Kumar chassent le burger (2004) : l'infirmier
  - Service non compris (2005) : Monty
  - Blade: Trinity (2007) : Hannibal King
  - Mise à prix (2007) : l'agent Richard Messner
  - La Proposition (2009) : Andrew Paxton
  - Green Lantern (2011) : Hal Jordan / Green Lantern
  - Échange standard (2011) : Mitch Planko
  - Renaissances (2015) : Damian Hale, jeune / Edward « Mark » Hale
  - Deadpool (2016) : Wade Wilson / Deadpool
  - Criminal : Un espion dans la tête (2016) : Bill Pope
  - Hitman and Bodyguard (2017) : Michael Bryce
  - Deadpool 2 (2018) : Wade Wilson / Deadpool et lui-même (scène post-générique)
  - Pokémon : Détective Pikachu (2019) : détective Pikachu (voix) / Harry Goodman
  - Fast and Furious: Hobbs and Shaw (2019) : l'agent Victor Locke
  - Six Underground (2019) : « Un » / le millionnaire
  - Hitman and Bodyguard 2 (2021) : Michael Bryce, Jr.
  - Free Guy (2021) : Guy / Dude
  - Red Notice (2021) : Nolan Booth
  - Adam à travers le temps (2022) : Adam Reed
  - Spirited : L'Esprit de Noël (2022) : Clint Briggs
  - Ghosted (2023) : Jonas (caméo)
  - Blue et Compagnie (2024) : Cal
  - Deadpool et Wolverine (2024) : Wade Wilson / Deadpool et Nicepool
- Greg Germann dans :
  - Sweet November (2001) : Vince Holland
  - Les Pieds sur terre (2001) : Jeremy Sklar
  - Super papa (2003) : Jeremy Callahan
  - Friends with Money (2006) : Matt
  - En quarantaine (2008) : Lawrence
  - Sex Addicts (en) (2010) : Reeves
  - Prof poids lourd (2012) : le principal Betcher
  - En taule : Mode d'emploi (2015) : Peter Penny[n 2] (version VOD)
- Chris O'Donnell dans :
  - Batman Forever (1995) : Dick Grayson / Robin
  - Batman et Robin (1997) : Dick Grayson / Robin
  - Vertical Limit (2000) : Peter Garrett
  - Kit Kittredge, journaliste en herbe (2008) : Jack Kittredge
  - Comme chiens et chats : La Revanche de Kitty Galore (2010) : Shane

- Billy Boyd dans :
  - Le Seigneur des anneaux : La Communauté de l'anneau (2001) : Peregrin Touque alias Pippin
  - Le Seigneur des anneaux : Les Deux Tours (2002) : Pippin
  - Master and Commander : De l'autre côté du monde (2003) : Barrett Bonden
  - Le Seigneur des anneaux : Le Retour du roi (2003) : Pippin
  - Les Sorcières d'Oz (2011) : Nick Chopper
- Bruce Lee[n 3] dans :
  - The Big Boss (1971) : Cheng Chao-an
  - La Fureur de vaincre (1972) : Chen Zen
  - La Fureur du dragon (1972) : Tang Lung
  - Le Jeu de la mort (1978) : Billy Lo

- Billy Zane dans :
  - Liens secrets (1997) : Marty Lakewood
  - Titanic (1997) : Caledon « Cal » Hockley
  - Susan a un plan (1998) : Sam Myers
  - Holmes et Watson (2018) : lui-même

- Freddie Prinze Jr. dans :
  - Souviens-toi… l'été dernier (1997) : Ray Bronson
  - Souviens-toi… l'été dernier 2 (1998) : Ray Bronson
  - Folles de lui (2001) : Jim Winston / Bob Smoot
  - Souviens-toi… l'été dernier (2025) : Ray Bronson

- Ben Chaplin dans :
  - Les Âmes perdues (2000) : Peter Kelson
  - Le Dragon des mers : La Dernière Légende (2007) : Lewis Mowbray
  - Cendrillon (2015) : le père de Cendrillon
  - My Lady (2017) : Kevin Henry

- Alan Cumming dans :
  - Mr Ripley et les Ombres (2005) : Jeff Constant
  - Battle of the Sexes (2017) : Ted Tinling
  - Le Dog Show (2018) : Dante (voix)
  - Marlowe (2022) : Lou Hendricks

- Justin Long dans :
  - Jusqu'en enfer (2009) : Clay Dalton
  - Ce que pensent les hommes (2009) : Alex
  - My Movie Project (2013) : Robin
  - Frank et Lola (2016) : Keith

- Corey Stoll dans :
  - Ant-Man (2015) : Darren Cross / Yellowjacket
  - Many Saints of Newark - Une histoire des Soprano (2021) : Corrado « Junior » Soprano Jr.
  - West Side Story (2021) : le lieutenant Schrank
  - Ant-Man et la Guêpe : Quantumania (2023) : MODOK

- Seth Green dans :
  - Austin Powers 2 : L'Espion qui m'a tirée (1999) : Scott Denfer
  - Les Hommes de main (2001) : Johnny Marbles
  - Austin Powers dans Goldmember (2002) : Scott Denfer

- Stanley Tucci dans :
  - Couple de stars (2001) : Dave Kingman
  - Coup de foudre à Manhattan (2003) : Jerry Siegel
  - Moi, Peter Sellers (2004) : Stanley Kubrick

- Dominic Cooper dans :
  - Une éducation (2009) : Danny
  - Dead Man Down (2013) : Darcy
  - Need for Speed (2014) : Dino Brewster

- Paul Whitehouse dans :
  - Alice au pays des merveilles (2010) : le Lièvre de mars (voix)
  - Alice de l'autre côté du miroir (2016) : le Lièvre de mars (voix)
  - La Mort de Staline (2017) : Anastase Mikoïan

- Gil Bellows dans :
  - Les Évadés (1994) : Tommy Williams
  - Awake (2021) : Dr Katz

- Cary Elwes dans :
  - Twister (1996) : Dr Jonas Miller
  - Le Ministère de la Sale Guerre (2024) : le brigadier « M » Gubbins

- Liev Schreiber dans :
  - Scream 2 (1997) : Cotton Weary
  - Scream 3 (2000) : Cotton Weary

- Luke Wilson dans :
  - Rushmore (1998) : Dr Peter Flynn
  - You Kill Me (2007) : Tom

- Sean Hayes dans :
  - Le Chat chapeauté (2003) : M. Humberfloob
  - Rendez-vous avec une star (2004) : Richard Levy « The Shameless »

- James Marsden dans :
  - Il était une fois… (2007) : le prince Edward
  - Il était une fois 2 (2022) : le prince Edward

- Ben Mendelsohn dans :
  - Australia (2008) : le capitaine Dutton
  - Prédictions (2009) : Phil Beckman

- Ben Shenkman dans :
  - Blue Valentine (2010) : Dr Sam Feinberg
  - Les Sept de Chicago (2020) : Leonard Weingless

- John Ducey dans :
  - La Mission de Chien Noël (2010) : James Huckle
  - Il croit au père Noël (2022) : Tom

- Armie Hammer dans :
  - Blanche-Neige (2012) : le prince Andrew Alcott
  - Lone Ranger : Naissance d'un héros (2013) : John Reid / The Lone Ranger

- James Badge Dale dans :
  - Parkland[7] (2013) : Robert Edward Lee Oswald, Jr.
  - Safety (2020) : le coach Brad Simmons

- Josh Charles dans :
  - Whiskey Tango Foxtrot (2016) : Chris
  - Mothers' Instinct (2024) : Damian

- Oleg Menchikov dans :
  - Attraction (2017) : le colonel Valentin Lebedev
  - Invasion (2019) : le colonel Valentin Lebedev

- Julian Ovenden dans :
  - Du miel plein la tête (2018) : Serge
  - The People We Hate at the Wedding (en) (2022) : Alcott

- Jake Weber dans :
  - Midway (2019) : le contre-amiral Raymond Spruance
  - Ceux qui veulent ma mort (2021) : Owen

- Dave England dans :
  - Jackass Forever (2022) : lui-même
  - Jackass 4.5 (2022) : lui-même

- 1972[n 4],[1] : Les rebelles viennent de l'enfer : le prisonnier (John Boyd[n 5])
- 1987[n 6] : Cheeseburger film sandwich : Trent (Chuck Lafont) (segment : Son of the Invisible Man, 2e doublage) et Ken (Frank Beddor) (segment : Reckless Youth, 2e doublage)
- 1988 : Les clowns tueurs venus d'ailleurs : Mike Tobacco (Grant Cramer)
- 1990 : Gremlins 2 : La Nouvelle Génération : M. Katsuji (Gedde Watanabe)
- 1992 : Des hommes d'honneur : Louden Downey (James Marshall)
- 1992 : Swordsman 2 : Asia l'invincible (Brigitte Lin) (voix masculine)
- 1995 : Alerte ! : le major Salt (Cuba Gooding Jr.)
- 1995 : Bad Boys : Eddie Dominguez (Emmanuel Xuereb)
- 1996 : The Substitute de Robert Mandel : Juan Lacas (Marc Anthony)
- 1997 : Désirs noirs : Belle comme le Diable : Max (Jean-Philippe Fuss)
- 1997 : Contact : Fisher (Geoffrey Blake)
- 1997 : Sans foi ni loi : Crowther (Simon Reynolds) et voix additionnelles
- 1998 : L'Homme au masque de fer : le lieutenant André (Edward Atterton)
- 1998 : Big Party : ? (?)
- 1998 : Une vraie blonde : Bob (Maxwell Caulfield)
- 1999 : Psycho : Bob Summerfield (Michael Balzary)
- 1999 : Trader : Fernando Gueller (Alexis Denisof)
- 1999 : Hurricane Carter : Terry Swinton (John Hannah)
- 1999 : Galaxy Quest : Thermien Quellek (Patrick Breen)
- 1999 : Magnolia : un pharmacien
- 2000 : À l'aube du sixième jour : Johnny Phœnix (Steve Bacic)
- 2000 : Première Sortie : Adam Webber (Brendan Fraser)
- 2000 : Le Bon Numéro : Gig (Tim Roth)
- 2000 : Family Man : Sam Wong (Ken Leung)
- 2001 : Anatomie : Caspar (Sebastian Blomberg)
- 2001 : Le Mexicain : Frank (Michael Cerveris)
- 2001 : Blow : Derek Foreal (Paul Reubens)
- 2002 : La Chute du faucon noir : le médecin US (Corey Johnson) et un pilote d'hélicoptère
- 2002 : Fashion victime : Bobby Ray (Ethan Embry)
- 2002 : Men in Black 2 : Scrad / Charlie (Johnny Knoxville)
- 2002 : City of Ghosts : Sok (Kem Sereyvuth)
- 2002 : Le Dernier Château : Docteur Lee Bernard (Frank Military)
- 2002 : Jeux pervers : Adam (Eddie Kaye Thomas)
- 2002 : Le Club des empereurs : Martin Blythe (Steven Culp)
- 2003 : Orange County : Lance Brumder (Jack Black)
- 2003 : La blonde contre-attaque : Kevin (Sam Pancake)
- 2003 : L'Expérience : Renzel (Lars Gärtner)
- 2003 : Freaky Friday : Dans la peau de ma mère : Evan (Willie Garson)
- 2004 : Prisonniers du temps : Chris Johnston (Paul Walker)
- 2004 : Le Tour du monde en quatre-vingts jours : Bak Mei (Daniel Wu)
- 2004 : 2046 : Ah Ping (Siu Ping-lam (ja))
- 2004 : Nous étions libres : Max (Peter Cockett)
- 2004 : Mémoire effacée : l'extra-terrestre (Linus Roache)
- 2004 : Lolita malgré moi : coach Carr (Dwayne Hill)
- 2004 : Dr Kinsey : Alan Gregg (Dylan Baker)
- 2005 : Sa mère ou moi ! : Kevin Fields (Michael Vartan)
- 2005 : Match Point : l'inspecteur Banner (James Nesbitt)
- 2005 : Les Aventures de Shark Boy et Lava Girl : le père de Max (David Arquette)
- 2005 : Sin City : Lenny / Benny (Scott Teeters)
- 2005 : L'Exorcisme d'Emily Rose : Ray (J. R. Bourne)
- 2005 : Bleu d'enfer : Reyes (James Frain)
- 2006 : Thank You for Smoking : Nick Naylor (Aaron Eckhart)
- 2006 : The Grudge 2 : Eason (Edison Chen)
- 2006 : A Scanner Darkly : l'annonceur (Mitch Baker)
- 2006 : Entre deux rives : Henry Wyler (Ebon Moss-Bachrach)
- 2007 : Ma vie sans lui : Dennis (Sam Jaeger)
- 2007 : L'Amour aux temps du choléra : Florentino, jeune (Unax Ugalde)
- 2009 : Midnight Meat Train : Leon (Bradley Cooper)
- 2009 : Obsessed : Hank (Richard Ruccolo)
- 2009 : Thérapie de couples : Sctanley (Peter Serafinowicz)
- 2010 : Millénium 3 : La Reine dans le palais des courants d'air : Dr Anders Jonasson (Aksel Morisse)
- 2010 : Marmaduke : Raisin (Steve Coogan) (voix)
- 2011 : The Lady : Nyo Ohn Myint (Flint Bangkok[n 7])
- 2011 : Paranormal Activity 3 : Dennis (Christopher Nicholas Smith)
- 2012 : Je te promets : ? (?)
- 2013 : White House Down : Jack Freeman (Todd van der Heyden)[8]
- 2013 : Les Amants passagers : Alex Acero, le pilote de l'avion (Antonio de la Torre[9])
- 2013 : Paranoia : Meechum (Julian McMahon)
- 2013 : Blue Jasmine : Dr Flicker (Michael Stuhlbarg)
- 2013 : 47 Ronin : Lord Kira (Tadanobu Asano)
- 2014 : Les Sorcières de Zugarramurdi : Manuel (Jaime Ordonez)
- 2014 : Non-Stop : Jack Hammond (Anson Mount)
- 2014 : Triple Alliance : Phil (Taylor Kinney)
- 2014 : Teach Me Love : Gordon jeune (Paul Fox)
- 2014 : Les Nouveaux Sauvages : le procureur [Qui ?]
- 2014 : Paddington : Montgomery Clyde (Tim Downie)
- 2015 : Charlie Mortdecai : l'inspecteur Alistair Martland (Ewan McGregor)
- 2015 : DUFF : Le faire-valoir : M. Fillmore (Chris Wylde)
- 2015[n 8] : Holding the Man : Dick Conigrave (Guy Pearce)
- 2015 : Mission impossible : Rogue Nation : le Premier ministre du Royaume-Uni (Tom Hollander)
- 2015 : The Walk : Rêver plus haut : Barry Greenhouse (Steve Valentine)
- 2015 : Je t'aime à l'italienne : Doug (Greg Wise)
- 2015 : The Invitation : Tommy (Mike Doyle)
- 2016 : Le Livre de la jungle : Akela (Giancarlo Esposito) (voix)
- 2016 : Dans le noir : Paul (Billy Burke)
- 2016 : Rupture : Cliff (Paul Popowich)
- 2016 : LBJ : Bob Walker (Adam Fristoe)
- 2016 : Detour : Vincent (Stephen Moyer)
- 2016 : Miles Ahead : ? (?)
- 2017 : Ça : Zack Denbrough (Geoffrey Pounsett) et Joe, le boucher (Anthony Ulc)
- 2017 : Killing Gunther : Yong (Aaron Yoo)
- 2017 : Goodbye Christopher Robin : Ernest Howard Shepard (Stephen Campbell Moore)
- 2018 : Pentagon Papers : Murray Marder (Rick Holmes)
- 2018 : Jefe : César (Luis Callejo)
- 2018 : Les Sentinelles du Pacifique : Xue Man Guan (Feng Yuanzheng)
- 2018 : Carnage chez les Puppets : Goofer (Drew Massey) (voix)
- 2018 : Searching : Portée disparue : David Kim (John Cho)
- 2018 : Mackie le surineur (de) : Bertolt Brecht (Lars Eidinger)
- 2019 : Glass : Jai (M. Night Shyamalan)
- 2019 : Mon cœur sauvage : ? (?)
- 2019 : Le Gangster, le Flic et l'Assassin : l'avocat [Qui ?]
- 2019 : The Laundromat : L'Affaire des Panama Papers : le pasteur Conners (Jay Paulson)
- 2019 : L'Alchimie de Noël : Evan (Scott Ryan Yamamura)
- 2020 : Rupture fatale : le procureur (Nathan Anderson)
- 2020 : Le Voyage du Docteur Dolittle : Plimpton l'autruche (Kumail Nanjiani) (voix)
- 2020 : Intuition : ? (?)
- 2020 : Mulan : le magistrat des villageois (Hoon Lee)
- 2020 : All My Life : Jerome Patterson (Mario Cantone)
- 2020 : Most Dangerous Game : « Reagan » (Billy Burke)
- 2020 : Superintelligence : Victor (Damon Jones)
- 2021 : Froid mortel : Martín Salas (Javier Gutiérrez Álvarez)
- 2021 : Yes Day : M. Deacon (Nat Faxon)
- 2021 : Cosmic Sin : Felix Zand (Trevor Gretzky)
- 2021 : Danse avec les queens : Magnus (Emil Almén)
- 2021 : Avance (trop) rapide (en) : Teddy (Rafe Spall)
- 2021 : Hollywood 1953 : Howard Wenke (Clark Gregg)
- 2022 : The Valet (en) : Antonio Flores (Eugenio Derbez)
- 2022 : Sonic : Drone maison : Drone (Aaron Landon) (court-métrage, voix)
- 2022 : Amour entre adultes : Kim (Lars Ranthe)
- 2022 : Une ardente patience (es) : Jorge (Pablo Macaya)
- 2022 : Babylon : Billy (Sean O'Bryan)
- 2023 : Tetris : Valentin Trifonov (Igor Grabuzov)
- 2023 : Peter Pan et Wendy : George Darling (Alan Tudyk)
- 2023 : Oppenheimer : le sénateur John O. Pastore (Tim DeKay)
- 2023 : Le Manoir hanté : William Gracey (J.R. Adduci)
- 2023 : Quasi (en) : le roi Guy / Blouin (Jay Chandrasekhar)
- 2023 : Mixed by Erry (it) : Pasquale Frattasio (Adriano Pantaleo (it))
- 2023 : Killers of the Flower Moon : Tom White (en) (Jesse Plemons)
- 2023 : Fiction à l'américaine : Carl Brunt (J. C. MacKenzie (en))
- 2023 : Ferrari : Giacomo Cuoghi (Giuseppe Bonifati)
- 2023 : L'Académie de M. Kleks (pl) : Ambroise Kleks (pl) (Tomasz Kot)
- 2024 : Le Silence de Mélodie : Len « King » Kingsley (Kevin Jubinville)
- 2025 : F1 : Martin Brundle (Martin Brundle)

#### Films d'animation
- 1940[n 9] : Blanche-Neige et les Sept Nains : le prince[n 10]
- 1986[n 11] : Le Château dans le ciel : Muska
- 1988[n 12] : Akira : Kaï
- 2001 : Bécassine et le Trésor viking : Edmond
- 2002 : Peter Pan 2 : Retour au Pays imaginaire : Edouard
- 2007 : Bienvenue chez les Robinson : Fritz / Pétunia
- 2008 : Volt, star malgré lui : l'agent[n 13]
- 2008 : La Fée Clochette : le ministre du printemps[n 14]
- 2008 : La Ligue des justiciers : Nouvelle Frontière : Hal Jordan / Green Lantern[n 15]
- 2010 : Megamind : Nounou
- 2010 : Alpha et Oméga : Humphrey[n 16]
- 2010 : La Ligue des justiciers : Conflit sur les deux Terres : Hal Jordan / Green Lantern[n 17]
- 2012 : Superman contre l'Élite : Manchester Black
- 2012 : Frankenweenie : M. Frankenstein[n 18]
- 2012 : Les Pirates ! Bons à rien, mauvais en tout : l'amiral Collingwood
- 2014 : La Grande Aventure Lego : Green Lantern[n 19]
- 2014 : La Ligue des justiciers : Guerre : Hal Jordan / Green Lantern[n 20]
- 2014 : Le Chant de la mer : Spud[n 21]
- 2015 : La Ligue des justiciers : Le Trône de l'Atlantide : Hal Jordan / Green Lantern
- 2018 : Les Indestructibles 2 : un des enquêteurs
- 2018 : Destination Pékin ! : Gilles[n 22]
- 2018 : Yéti et Compagnie : Elvis
- 2019 : La Grande Aventure Lego 2 : Hal Jordan / Green Lantern[n 19]
- 2019 : Monsieur Link : M. Collick
- 2019 : La Reine des neiges 2 : le roi Agnarr
- 2020 : Bigfoot Family : Connor Mandrake
- 2020 : Scooby ! : l'agent de police à vélo
- 2021 : Pil : Tristain (création de voix)
- 2021 : The Witcher : Le Cauchemar du loup : Filavandrel
- 2022 : Le Monstre des mers : l'amiral Hornagold
- 2023 : Super Mario Bros., le film : Mario[10],[n 23]
- 2023 : L'Éléphante du magicien : le roi
- 2024 : Ultraman: Rising : le professeur Hayao Sato

### Télévision

#### Téléfilms
- Matthew Pohlkamp dans :
  - L'Autre mère de ma fille (2020) : David
  - Échangées à la naissance (2020) : Carter Jenkins
  - Thérapie fatale (2021) : Dr Peters
  - La Vérité sur ma naissance (2021) : Spencer Collins
  - Ton petit ami doit mourir (2021) : John
  - Une décoratrice diabolique (2021) : Jim
  - Comment survivre à une fête mortelle (2021) : Josh Allen
  - Amoureuse d'un meurtrier (2022) : Kevin
  - Les Fantômes de la maison Garland (2022) : l'inspecteur Hansen
  - Le Cercle des tricheuses (2022) : M. Whitlock
  - Je suis la fille de ton mari (2022) : Jeff Mitchell
  - Le Diable est ma patronne (2022) : Bob
  - La Vengeance d'une maîtresse (2023) : Paul Burke
- Dylan Neal dans :
  - Les Ailes du chaos (2005) : Dan Dyrer
  - Bats, l'invasion des chauves-souris (2005) : Dan Dyrer
  - Le Berceau du mensonge (2007) : Jack Collins
  - Dernière Obsession (2007) : Stuart St Clair
  - Chasseuse de tempêtes (2009) : Ryan Stewart
  - Secrets de famille (2010) : Jason Darcie
  - Le Feu de la vengeance (2011) : Brian Warner
  - Dangereuse obsession (2011) : Tom Doherty
- Fritz Karl dans :
  - L'Enfant de personne (2013) : Dave Tanner
  - Entre ennemis (2013) : Erich Kessel
  - Trop tôt pour mourir (2015) : Erich Kessel)
  - Mort ou riche (2017) : Erich Kessel
  - 1945 - Un village se rebelle (2019) : Josef Rottenbacher

- J. R. Bourne dans :
  - Aftershock : Tremblement de terre à New York (1999) : Joshua Bingham
  - Innocence à vendre (2005) : Malcolm Lowe
  - Superstorm (2007) : Lance Resnick

- Billy Zane dans :
  - À la poursuite du diamant de Jeru (2001) : Mike Kardec
  - Barabbas (2012) : Barabbas
  - Hannah's Law (en) (2012) : Lockwood

- Greg Grunberg dans :
  - Le Pacte des non-dits (2010) : l'inspecteur Paul Jackson
  - Gagne, perds, aime (2015) : Hal Harrington
  - Paterno (2018) : Scott Paterno

- David Lewis dans :
  - Mes parrains sont magiques, le film : Grandis Timmy (2011) : Denzel Crocker
  - Mes parrains fêtent Noël (2012) : Denzel Crocker
  - Mes parrains sont magiques : Aloha ! (en) (2014) : Denzel Crocker

- Brent Bailey (en) dans :
  - Amour, gloire et cruauté (2019) : Trevor Gustafson
  - Luxe, paillettes et indécence (2020) : Anthony
  - Il faut sauver la maison de Noël (2021) : Christian

- Ryan Reynolds[1] dans :
  - Les Galons du silence (1995) : Andy
  - Leçons de vie (2005) : Michael « Mr D » D'Angelo

- Greg Germann dans :
  - Un mariage pour Noël (2007) : Roger Nelson
  - Sauvez le Père Noël ! (2010) : Erikson

- Paul Popowich dans :
  - Mon mariage avec moi (2007) : Colin
  - Né dans la mauvaise famille (2017) : Michael Davis

- Paul Green (en) dans :
  - Amour et Quiproquos (2016) : Jack Cooper
  - Mon mariage préféré (2017) : Michael

- Shaun Benson dans :
  - La Folie d'une mère : L'Histoire vraie de Debora Green (2021) : Mike Farrar
  - Comment tuer son mari en 10 leçons (2023) : l'officier Benjamin Diggs

- 1997 : Secrets de famille : Sam (Scott Paetty)
- 1998 : Babylon 5 : La Rivière des âmes : le lieutenant David Corwin (Josh Coxx)
- 1999 : Morrie : Une leçon de vie : Mitch Albom (Hank Azaria)
- 2001 : L'Enfant qui ne voulait pas mourir : Dr Neal Kassell (Richard Thomas)
- 2001 : Attirance fatale : Qui a tué Anne-Marie F. ? : Gerry Capano (David Hewlett)
- 2001 : Air Panic : Neil (Rodney Rowland)
- 2003 : Un homme pour la vie : Peter Connor (Patrick Dempsey)
- 2006 : See Arnold Run (en) : Arnold Schwarzenegger (Roland Kickinger)
- 2006 : Magnitude 10,5 : L'Apocalypse : Alec Becker (Peter Outerbridge)
- 2007 : Pandemic : Virus fatal : Henry Littlefield (Theo Wilson[n 24])
- 2008 : Pluie acide : M. Doren (Richard Ian Cox)
- 2010 : La Clinique du cœur : Le choix d'un père : Peter Plank (Timothy Peach (en))
- 2010 : Le Cœur de la famille : Zane, le réceptionniste (Brian Elerding)
- 2011 : À la rescousse de Noël : M. Sotherbi (David O'Donnell)
- 2011 : Les Sorcières d'Oz : Nick Chopper (Billy Boyd)
- 2011 : Les demoiselles d'honneur s'en mêlent : le lieutenant Henry Kent (David Clayton Rogers (en))
- 2011 : Contagious - Panique à Rock Island : Dr Rufus Mitchell (Damian Walshe-Howling)
- 2012 : L'Intouchable Drew Peterson : Jeff Aberdeen (Jonathan Scarfe)
- 2012 : Panique sur Seattle : Jacob Stinson (Martin Cummins)
- 2013 : Une maman, des papas : Gregor Kiefer (Rüdiger Klink (de))
- 2015 : Les secrets de Turkey Hollow (en) : Ron Emmerson (Jay Harrington)
- 2016 : Noël avec une star : Vince Hawkins (Jeff Branson (en))
- 2017 : Une amitié malsaine : Will Lawrence (Scott Gibson)
- 2017 : Une mère malveillante : Doug (Jonathan K. Riggs)
- 2017 : Noël au pays des jouets : le maire Ben Stevens (Mario Cantone)
- 2018 : L'autre femme de mon mari : Fletcher (Daniel Lapaine)
- 2019 : Ma fille dans les bras d'un tueur : Christian (Ron Melendez (de))
- 2019 : Un baiser pour Noël : Andrew (Cristián de la Fuente)
- 2020 : Un associé à croquer : Jonathan Richardson (Michael Karl Richards)
- 2020 : 15 ans d'écart : Tony (Clark Moore)
- 2021 : Chloé, 18 ans, disparue : Tyler (Robert Pralgo (en))
- 2021 : L'Amour au menu ! : Henri Vermeiren (Callum Blue)
- 2021 : Une invitation inattendue pour Noël : Jeff Randall (Kristian Bruun)
- 2021 : Es-tu ma fille ? : John / le kidnappeur (Adrian Falconer)
- 2021 : 20 ans à nouveau ! : Malcom Baxter (Erik Athavale)
- 2021 : Chirurgie mortelle : l'histoire vraie de Martin MacNeill : Martin MacNeill (Tom Everett Scott)
- 2022 : Trahie par ma meilleure amie : Allan Edwards (Jack Grinhaus)
- 2022 : Une vendetta contre Marcia : l'inspecteur West (Shaun Duke Jr.)
- 2022 : Coachée par une psychopathe : Bill Kelly (Al Pagano)
- 2022 : Permis de tromper : Justin Palmer (Gib Gerard)
- 2022 : Tout ce que je veux pour Noël… c'est toi ! : Brian (Claude Knowlton)
- 2023 : Meurtre, richesse et décadence : Frank (Adam Harper)

#### Séries télévisées
- Greg Germann dans :
  - Ally McBeal (1997-2002) : Richard Fish (112 épisodes)
  - La Treizième Dimension (2002) : Ben Baker (épisode 16)
  - Desperate Housewives (2006) : Jim Halverson (saison 2, épisode 12)
  - Eureka (2006) : Pr Warren King (saison 1, épisodes 1 et 2)
  - In Case of Emergency (2007) : Sherman Yablonsky (13 épisodes)
  - Les Experts (2009) : George (saison 9, épisode 19)
  - Ghost Whisperer (2009) : Kirk Jansen (saison 5, épisode 8)
  - Raising Hope (2010-2013) : Dale (3 épisodes)
  - Hawaii 5-0 (2011) : Robert Rovin (saison 1, épisode 14)
  - Drop Dead Diva (2012) : le juge Zahn (saison 4, épisode 13)
  - NCIS : Enquêtes spéciales (2013) : le directeur-adjoint Jerome Craig (saison 10, épisodes 12, 14 et 15)
  - Murder (2014) : Jared Keegan (saison 1, épisode 7)
  - Limitless (2015-2016) : Grady Johnson (épisodes 8 et 14)
  - Once Upon a Time (2016) : Hadès (saison 5)
  - Brooklyn Nine-Nine (2017) : Gary Lurmax (saison 4, épisode 14)
  - Grey's Anatomy (2017-2023) : Dr Thomas « Tom » Koracick (64 épisodes)
  - Grey's Anatomy : Station 19 (2020) : Dr Tom Koracick (saison 3, épisode 3)

- Tim DeKay dans :
  - Tell Me You Love Me (2007) : David (10 épisodes)
  - The Cleaner (2008) : Neil Mullins (saison 1, épisode 13)
  - Les Experts : Miami (2008) : William Campbell (saison 7, épisode 6)
  - FBI : Duo très spécial (2009-2014) : l'agent spécial Peter Burke (81 épisodes)
  - Chuck (2011) : Kieran Ryker (saison 5, épisode 8)
  - Body of Proof (2013) : Caleb Banks (saison 3, épisode 3)
  - Revenge (2014) : Luke Gilliam (saison 3, épisode 19)
  - Marvel : Les Agents du SHIELD (2014) : le sénateur Christian Ward (saison 2, épisodes 6 et 8)
  - Frankenstein Code (2016) : Duval Pritchard (11 épisodes)
  - American Crime (2017) : J. D. Hesby (saison 3)
  - 1923 (2022) : Bob Strafford

- Greg Grunberg dans :
  - Felicity (1998-2002) : Sean Blumberg (70 épisodes)
  - Monk (2004) : Jack Leverett (saison 5, épisode 1)
  - Heroes (2006-2010) : Matt Parkman (62 épisodes)
  - Hawaii 5-0 (2011 / 2015) : Jeff Morrison (saison 2, épisode 8 et saison 5, épisode 14)
  - Psych : Enquêteur malgré lui (2012) : Jay Gianukos (saison 6, épisode 12)
  - Vegas (2012) : Milton Ludlow (épisode 5)
  - The Client List (2012-2013) : Dale Locklin (13 épisodes)
  - Heroes Reborn (2015-2016) : Matt Parkman (mini-série)
  - Les Mystères de Laura (2016) : Kurt Baronson (saison 2, épisode 12)
  - Flash (2016-2017) : Tom Patterson (saison 3, épisodes 7 et 10)

- Kevin Rahm dans :
  - Desperate Housewives (2007-2012) : Lee McDermott (53 épisodes)
  - Scrubs (2007) : Joe Hutnik (saison 7, épisode 1)
  - FBI : Portés disparus (2008) : Ryan McAvoy (saison 7, épisode 1)
  - Les Experts : Miami (2008) : Dr Sean Loftin (saison 7, épisode 21)
  - Three Rivers (2009) : John Warren (épisode 8)
  - Mentalist (2009) : Brad Elias (saison 2, épisode 13)
  - Mad Men (2010-2015) : Ted Chaough (33 épisodes)
  - Bates Motel (2015) : Bob Paris (8 épisodes)
  - L'Arme fatale (2016-2019) : le capitaine Brooks Avery (49 épisodes)
  - Love, Victor (2021-2022) : Charles Campbell (5 épisodes)

- Steve Valentine dans :
  - Preuve à l'appui (2002-2007) : Dr Nigel Townsend (117 épisodes)
  - Chuck (2008) : Von Hayes (saison 2, épisode 3)
  - Leverage (2012) : David Lampard (saison 5, épisode 4)
  - Psych : Enquêteur malgré lui (2013) : Billy Lips (saison 7, épisode 5)
  - Supernatural (2013) : le chef Leo (saison 9, épisode 5)
  - Les Experts (2014) : Gary Korlov (saison 14, épisode 20)
  - Major Crimes (2014-2015) : Peter Page (saison 2, épisode 10 et saison 3, épisode 13)
  - Supergirl (2017) : le scientifique fou (saison 2, épisode 10)
  - Modern Family (2018) : Dr Randy (saison 9, épisode 17)

- Jake Weber dans :
  - Médium (2005-2011) : Joe DuBois (130 épisodes)
  - Elementary (2013) : Geoffrey Silver (saison 1, épisode 11)
  - Following (2014) : Micah (saison 2)
  - Hell on Wheels : L'Enfer de l'Ouest (2014-2016) : John Campbell (15 épisodes)
  - Tyrant (2015) : Jimmy Timmons (8 épisodes)
  - Secrets and Lies (2015-2016) : Dr Ethan Barrett (saison 1, épisode 10 puis saison 2, épisodes 6 et 7)
  - Blacklist (2016) : Gregory Devry (saison 3, épisode 11)
  - Homeland (2017-2018) : Brett O'Keefe (11 épisodes)

- Justin Kirk dans :
  - Weeds (2005-2012) : Andy Botwin (99 épisodes)
  - Modern Family (2010-2015) : Charlie Bingham (6 épisodes)
  - Tyrant (2014) : John Tucker (saison 1)
  - Wayward Pines (2015) : Peter McCall (saison 1, épisodes 3 et 4)
  - You're the Worst (2015) : Rob (saison 2, épisodes 9 et 12)
  - APB : Alerte d'urgence (2017) : Gideon Reeves (12 épisodes)
  - Kidding (2018-2020) : Peter (18 épisodes)
  - Roar (2022) : Larry le canard (voix, épisode 5)

- Alan Cumming dans :
  - The L Word (2006) : Billie Blaikie (saison 3)
  - Deux Princesses pour un royaume (2007) : Bug (mini-série)
  - Riverworld, le fleuve de l'éternité (en) (2010) : Judas Caretaker (mini-série)
  - The Good Wife (2010-2016) : Eli Gold (121 épisodes)
  - Web Therapy (2011-2015) : Austen Clarke (11 épisodes)
  - Instinct (2018-2019) : Dr Dylan Reinhart (24 épisodes)
  - Briarpatch (2020) : Clyde Brattle (5 épisodes)
  - Schmigadoon! (2021-2023) : le maire Aloysius Menlove (11 épisodes)

- Seamus Dever dans :
  - American Wives (2008) : Dr Chris « Getti » Ferlinghetti (7 épisodes)
  - Ghost Whisperer (2008) : Rich Henderson (saison 4, épisode 4)
  - Castle (2009-2016) : l'inspecteur Kevin Ryan (173 épisodes)
  - Take Two, enquêtes en duo (2018) : Todd Garlin (épisode 5)
  - MacGyver (2019) : Griggs (saison 3, épisode 11)
  - The Rookie : Le Flic de Los Angeles (2019) : Chaz Bachman (saison 2, épisode 3)
  - Tracker (2024) : Max Miller (saison 2, épisode 7)
  - NCIS : Enquêtes spéciales (2024-2025) : Gabriel LaRoche (5 épisodes)

- Rodney Rowland dans :
  - Pensacola (1997-1998) : le lieutenant Bobby « Chaser » Griffin (22 épisodes)
  - Les Experts (2001) : Gavin Pallard (saison 2, épisode 12)
  - Fastlane (2002) : Dallas Roberts (épisode 3)
  - Esprits criminels (2012) : Doug Summers (saison 7, épisode 14)
  - NCIS : Enquêtes spéciales (2013) : Jonah Maguire (saison 11, épisode 6)
  - Those Who Kill (2014) : Rodney Bosch (épisodes 6 et 7)

- Robert Sean Leonard dans :
  - Dr House (2004-2012) : Dr James Wilson (174 épisodes)
  - Blacklist (2013) : Frederick Barnes (saison 1, épisode 7)
  - Falling Skies (2013-2014) : Roger Kadar (9 épisodes)
  - New York, unité spéciale (2015-2016) : le procureur Kenneth O'Dwyer (saison 16, épisode 21 puis saison 17, épisodes 3 et 10)
  - Battle Creek (2015) : Brock (épisode 13)
  - The Hot Zone (2019) : Walter Humboldt (saison 1)

- James Frain dans :
  - 24 Heures chrono (2005) : Paul Raines (saison 4)
  - The Closer : L.A. enquêtes prioritaires (2006) : Paul Andrews (saison 2, épisode 8)
  - New York, unité spéciale (2009) : Martin Gold (saison 11, épisode 7)
  - Les Experts (2010) : Jeffrey Hughes (saison 10, épisode 11)
  - Les Experts : Miami (2010) : Richard Ellison (saison 9, épisode 2)
  - Star Trek: Discovery (2017-2019) : Sarek (9 épisodes)

- Adam James (en) dans :
  - Vigil (2021) : le lieutenant-commandant Mark Prentice (6 épisodes)
  - En traître (2022) : Patrick Hamilton (mini-série)
  - You (2023) : Eliot Tannenberg (saison 4)
  - The Buccaneers (2023) : le colonel St. George
  - Mr Bates vs The Post Office (2024) : Patrick Gren (saison 1, épisode 4)
  - Meurtres au paradis (2025) : Rick Mayhew (saison 14, épisode 2)

- Joe Flanigan dans :
  - First Monday (2002) : Julian Lodge (13 épisodes)
  - Stargate Atlantis (2004-2009) : le colonel John Sheppard (99 épisodes)
  - Stargate SG-1 (2006) : le colonel John Sheppard (saison 10, épisode 3)
  - Métal Hurlant Chronicles (2012) : Hondo (saison 1, épisode 5)
  - SEAL Team (2019) : le général Trask (saison 2, épisode 14)

- Freddie Prinze Jr. dans :
  - Freddie (en) (2005-2006) : Freddie Moreno (22 épisodes)
  - 24 Heures chrono (2010) : Cole Ortiz (saison 8)
  - Psych : Enquêteur malgré lui (2011) : Denis Gogolak (saison 5, épisode 3)
  - Witches of East End (2013) : Leo Wingate (saison 1, épisodes 4 et 7)
  - Bones (2013-2014) : l'agent Danny Beck (saison 9, épisodes 1 et 16)

- Kevin Alejandro dans :
  - Southland (2009-2011) : l'inspecteur Nate Moretta (17 épisodes)
  - Arrow (2014) : Sebastian Blood / Brother Blood (12 épisodes)
  - Grey's Anatomy (2015) : l'officier Dan Pruitt (saison 11, épisodes 18, 22 et 23)
  - Lucifer (2016-2021) : Daniel « Dan » Espinoza (93 épisodes)
  - Fire Country (depuis 2022) : Manny Perez

- Billy Burke dans :
  - Rizzoli and Isles (2010-2012) : l'agent spécial Gabriel Dean (4 épisodes)
  - Revolution (2012-2014) : Miles Matheson (42 épisodes)
  - Zoo (2015-2017) : Dr Mitch Morgan (39 épisodes)
  - Chicago Police Department (2016) : Jake McCoy (saison 4, épisode 6)
  - 9-1-1: Lone Star (2020-2022) : Billy Tyson (8 épisodes)

- Josh Charles dans :
  - Six Degrees (2007) : Ray Jones (4 épisodes)
  - New York, unité spéciale (2008) : Sean Kelley (saison 10, épisode 2)
  - Away (2020) : Matt Logan (10 épisodes)
  - Le Pouvoir (2023) : Daniel Dandon (6 épisodes)

- D. W. Moffett dans :
  - La Famille Safari (2007-2008) : Dr Danny Clarke (13 épisodes)
  - Lie to Me (2009) : Dr Jeffrey Buchanan (saison 1, épisode 7)
  - Switched (2011-2017) : John Kennish (104 épisodes)
  - Murder (2017-2020) : Jeff Walsh (4 épisodes)

- Will McCormack dans :
  - Dirt (2007-2008) : Leo Spiller (15 épisodes)
  - Brothers and Sisters (2008-2009) : Ethan Tavis (saison 3)
  - US Marshals : Protection de témoins (2008-2012) : Robert O'Conner (6 épisodes)
  - Alphas (2011) : Marcus Ayers (saison 1, épisode 2)

- Dylan Neal dans :
  - Dawson (1998-2003) : Doug Witter (en) (20 épisodes)
  - Bones (2012) : le lieutenant-colonel Ben Fordham (saison 8, épisode 6)
  - Motive (2013) : Shawn Mitchell (saison 1, épisode 4)

- Paul Popowich dans :
  - Destins croisés (2000-2001) : M. Smith (22 épisodes)
  - Beautiful People (2005) : Kevin Strong (3 épisodes)
  - Flashpoint (2012) : Jake (saison 5, épisodes 9 et 11)

- Nicky Katt dans :
  - Boston Public (2000-2002) : Harry Senate (49 épisodes)
  - Le Protecteur (2003) : Evan Piscarek (saison 2, épisodes 16 et 17)
  - Monk (2006) : le sergent Ryan Sharkey Jr. (saison 4, épisode 12)

- Chris O'Donnell dans :
  - The Practice : Donnell et Associés (2003) : Brad Stanfield (saison 8)
  - Mon oncle Charlie (2004) : Bill / Jill (saison 1, épisode 18)
  - The Company (2007) : Jack McCauliffe (mini-série)

- Andrew McCarthy dans :
  - Kingdom Hospital (2004) : Dr Hook (13 épisodes)
  - DOS : Division des opérations spéciales (2005) : Aaron Gerrity (5 épisodes)
  - New York, section criminelle (2007) : Gene Hoyle (saison 7, épisode 8)

- Ben Shenkman dans :
  - Angels in America (2003) : Louis Ironson / l'Ange d'Océanie (mini-série)
  - Billions (2016-2023) : Ira Schirmer (39 épisodes)
  - For the People (2018-2019) : Roger Gunn (20 épisodes)

- Jay Harrington dans :
  - The Inside : Dans la tête des tueurs (2005) : l'agent spécial Paul Ryan (13 épisodes)
  - Better Off Ted (2009-2010) : Ted Crisp (26 épisodes)
  - Code Black (2016-2017) : Dr Leo Fields (saison 2)

- J. R. Bourne dans :
  - Les Experts : Miami (2007) : Stan Keeler (saison 5, épisode 15)
  - Les Experts (2007) : Jerome Kessler (saison 7, épisode 23)
  - The Secret Circle (2011-2012) : Isaac (5 épisodes)

- Rafe Spall dans :
  - La Guerre des mondes (2019) : George (mini-série)
  - Affaire Skripal : l'espion empoisonné (en) (2020) : Nick Bailey (mini-série)
  - Trying (depuis 2020) : Jason Ross

- Luke Cook dans :
  - Les Nouvelles Aventures de Sabrina (2019-2020) : Lucifer Morningstar (12 épisodes)
  - Katy Keene (2020) : Guy LaMontagne (8 épisodes)
  - Dynastie (2021) : Oliver Noble (saison 4)

- Michael Sheen dans :
  - Prodigal Son (2019-2021) : Dr Martin Whitly (33 épisodes)
  - Quiz (2020) : Chris Tarrant (mini-série)
  - Pour Marnie (en) (2023) : Andrew

- Billy Zane dans :
  - Cléopâtre (1999) : Marc Antoine (mini-série)
  - Charmed (2005) : Drake (saison 7)

- Richard Thomas dans :
  - En quête de justice (2002-2003) : Hamilton Whitney III (22 épisodes)
  - The Americans (2013-2016) : Frank Gaad (48 épisodes)

- Casey Siemaszko dans :
  - New York Police Blues (2003-2004) : le capitaine Pat Fraker (2e voix, saisons 10 à 12)
  - NYC 22 (2012) : le sergent Allen Blume (3 épisodes)

- Damien Richardson (en) dans :
  - City Homicide : L'Enfer du crime (2007-2011) : le lieutenant Matt Ryan (84 épisodes)
  - Nowhere Boys (2013-2015) : Gary Riles (12 épisodes)

- Magnus Krepper dans :
  - Les Enquêtes du commissaire Winter (2010[n 25]) : le commissaire Erik Winter (8 épisodes)
  - L'Improbable Assassin d'Olof Palme (2021) : Harry Levin (mini-série)

- Olaf Johannessen (en) dans :
  - Borgen, une femme au pouvoir (2011) : Jørgen Hedegård (saison 2, épisode 1)
  - Trom : Les falaises, le vent et la mort (2022) : Ragnar í Rong

- Adam Reid (en) dans :
  - Gracepoint (2014) : Raymond Connelly (mini-série)
  - Perdus dans l'espace (2018-2021) : Peter Beckert (6 épisodes)

- Corey Stoll dans :
  - The Strain (2014-2017) : Dr Ephraim Goodweather[11] (46 épisodes)
  - The Romanoffs (2018) : Michael Romanoff (épisode 2)

- David Hyde Pierce dans :
  - Wet Hot American Summer: First Day of Camp (2015) : Henry Neumann (mini-série)
  - Wet Hot American Summer: Ten Years Later (2017) : Henry Neumann (mini-série)

- Tom Goodman-Hill dans :
  - Humans (2015-2018) : Joseph « Joe » Hawkins (24 épisodes)
  - Obsession (2019) : Adam Dale (épisodes 1 à 4)

- Adam Croasdell (en) dans :
  - Reign : Le Destin d'une reine (2017) : Lord Bothwell (saison 4)
  - Preacher (2018) : Eccarius (saison 3)

- Guy Pearce dans :
  - When We Rise (2017) : Cleve Jones (mini-série)
  - A Spy Among Friends (en) (2022) : Kim Philby (mini-série)

- Peter Serafinowicz dans :
  - The Tick (2017-2019) : The Tick (22 épisodes)
  - The Gentlemen (2024) : Tommy Dixon

- Julian Barratt dans :
  - Sally4Ever (2018) : Nigel (7 épisodes)
  - Knuckles (2024) : Jack Sinclair (mini-série)

- Rob McElhenney dans
  - Mythic Quest (2020-2025) : Ian Grimm
  - Side Quest (2025) : Ian Grimm

- Ben Chaplin dans :
  - The Nevers (2021-2023) : l'inspecteur Frank Mundi (11 épisodes)
  - Mrs. Davis (en) (2023) : Arthur Schrodinger (mini-série)

- Lars Eidinger dans :
  - Irma Vep (2022) : Gottfried von Schack (mini-série)
  - Toute la lumière que nous ne pouvons voir (2023) : Reinhold von Rumpel (mini-série)

- Pablo Macaya (es) dans :
  - 42 jours d'obscurité (es) (2022) : Víctor Pizarro
  - Baby Bandito (es) (2024) : Pantera

- Lars Ranthe dans :
  - Secrets We Keep (de) (2025) : Rasmus (mini-série)
  - Carmen Curlers (2025) : Jørgen

- 1978[n 26] : Le Muppet Show : lui-même (Bob Hope) (saison 2, épisode 21)
- [Quand ?] : La croisière s'amuse : le sosie d'Elvis Presley
- 1994-1995 : Hartley, cœurs à vif : Peter Rivers (Scott Major (en))
- 1994-1998 : Cadfael : le Frère Jérome (Julian Firth (en))
- 1995-1996 : Urgences : Ray « Shep » Shepard (Ron Eldard) (17 épisodes)
- 1997 : Burning Zone : Menace imminente : Dr Edward Marcase (Jeffrey Dean Morgan)
- 1999 : Farscape : le vendeur / grand prêtre (saison 1, épisode 8)
- 2000-2002 : Deuxième Chance : Aaron Brooks (Patrick Dempsey)
- 2000 : Harsh Realm : Mike Pinnochio (D. B. Sweeney)
- 2000 : Demain à la une : Miguel Diaz (Luis Antonio Ramos (en)) (saison 4, épisode 5)
- 2000 : Will et Grace : Bill (Neil Patrick Harris) (saison 2, épisode 20)
- 2001 : Action : Peter Dragon (Jay Mohr)
- 2001 : Dune : Feyd-Rautha Harkonnen (Matt Keeslar) (mini-série)
- 2002 : Frères d'armes : Major Richard D. Winters (Damian Lewis)
- 2002 : Scrubs : Nick (Sean Hayes) (saison 1, épisode 7)
- 2002 : Disparition : Eric Crawford (Andy Powers) (mini-série)
- 2003 : Charmed : Dumain (Anthony Cistaro)
- 2003 : Tru Calling : Compte à rebours : Mark Evans (Kristoffer Polaha)
- 2003 : Spy Girls : Jack Wilde (Carlos Jacott)
- 2003[n 27],[12] : Scrubs : Spence (Ryan Reynolds) (2e doublage - saison 2, épisode 22[n 27],[12])
- 2003 : NCIS : Enquêtes spéciales : l'officier Ronald Zuger (Julian Bailey) (saison 1, épisode 4)
- 2003-2009 : Monk : Jeffrey Sweeney (Patrick Breen) (saison 2, épisode 15), J. T. DeMornay (Jordan Liddle) (saison 2, épisode 16), Lewis (Maury Sterling) (saison 3, épisode 14), Jack Whitman (Nick Offerman) (saison 3, épisode 15) et Jacob Carlyle (Michael A. Goorjian) (saison 3, épisode 16)
- 2004-2007 : Fortune et Trahisons : Ulrich Gesswein (Roland Koch)
- 2004 : Tout est relatif : Philip Stoddard (John Benjamin Hickey)
- 2005 : Hercule Poirot : Derek Kettering (James D'Arcy) (saison 10, épisode 1)
- 2006-2007 : Le Destin de Lisa : Lars von der Lohe (Clayton Nemrow)
- 2006-2007 : Big Day : Dr Scott (Eddie McClintock)
- 2007 : Les Feux de l'amour : David Chow (Vincent Irizarry (en))
- 2008 : Esprits criminels : Richard Jacobs (Emmanuel Xuereb) (saison 3, épisode 5)
- 2008 : Robin des Bois : le fou (Mathew Horne (en)) (saison 2, épisode 9)
- 2008 : Cashmere Mafia : Sam Morgan (Chris Beetem (en)) (épisodes 4 et 5)
- 2009-2015 : Cougar Town : Andy Torres (Ian Gomez) (102 épisodes)
- 2009 : Lie to Me : Dr Young (Matthew Del Negro) (saison 1, épisode 13)
- 2011 : Borgia : Guillaume Briçonnet (Marc Duret) (1re voix, saison 1)
- 2011-2012 : True Blood : Patrick Devins (Scott Foley) (10 épisodes)
- 2011-2016 : Suits : Avocats sur mesure : Cameron Dennis (Gary Cole) (9 épisodes)
- 2012-2014 : Real Humans : 100 % humain : Hans Engman (Johan Paulsen (sv)) (20 épisodes)
- 2013 : Banshee : la maire Dan Kendall (Daniel Ross Owens) (10 épisodes)
- 2013 : The Newsroom : Jerry Dantana (Hamish Linklater) (saison 2)
- 2013-2014 : Defiance : Miko / Kai (Robin Dunne) (5 épisodes)
- 2014 : Homeland : John Redmond (Michael O'Keefe) (saison 4)
- 2014-2016 : Looking : Dom Basaluzzo (Murray Bartlett) (16 épisodes)
- 2015-2016 : The Grinder : Todd (Steve Little (en)) (21 épisodes)
- 2016 : Jour polaire : Anders Harnesk (Gustaf Hammarsten) (8 épisodes)
- 2016 : 22.11.63 : l'agent James P. Hosty Jr. (Gil Bellows) (mini-série)
- 2016-2017 : The Crown : Michael Adeane (Will Keen) (1re voix)
- 2016-2018 : Divorce : Tony Silvercreek (Dean Winters) (6 épisodes)
- 2017 : Les Désastreuses Aventures des orphelins Baudelaire : Charles (Rhys Darby) (saison 1, épisodes 7 et 8)
- 2017 : Genius : Max von Laue (Jolyon Coy (en)) (saison 1, épisodes 4 et 9)
- 2017 : Jordskott, la forêt des disparus : Inge Skyllqvist (Eric Ericson) (saison 2)
- 2017 : Legends of Tomorrow : J. R. R. Tolkien (Jack Turner) (saison 2, épisodes 15 et 17)
- 2017 : Night Shift : Dr Cain Diaz (Mark Consuelos) (saison 4)
- 2017 : Marie-Thérèse d'Autriche : Charles VI (Fritz Karl)
- 2017-2020 : 13 Reasons Why : Todd Crimsen (Robert Gant) (6 épisodes)
- 2018 : Commissaire Bancroft : Tim Frazer (Linus Roache) (mini-série)
- 2018 : Picnic at Hanging Rock (en) : Dr Aiden Mackenzie (Don Hany (en)) (mini-série)
- 2018 : Troie : La Chute d'une cité : Ulysse (Joseph Mawle) (mini-série)
- 2018 : 1983 : Joshua (Piotr Polak (pl)) (épisodes 4 et 8)
- 2018 : Room 104 : Dan Bender (Kent Osborne) (saison 2, épisode 4)
- 2018 : L'Ancien Combat : Grand Claus (Nicolai Jandorf) (mini-série)
- 2018 : Pine Gap : Dr Adam Francis (Brad Williams) (mini-série)
- 2018 : ABC contre Poirot : Franklin Clarke (Andrew Buchan) (mini-série)
- 2018 : Camping (en) : Joe (Chris Sullivan) (8 épisodes)
- 2018 : Bad Banks : Thao Hoang (Mai Duong Kieu) (4 épisodes)
- 2018 : Stockholm Requiem : Alex Recht (Jonas Karlsson) (10 épisodes)
- 2018 : Le Village des secrets : Stanislav Jokl (Jirí Dvorák) (mini-série)
- 2018 : StartUp : Charlie Givens (Brian McGovern) (saison 3, épisodes 5 et 6)
- 2018 : Si je ne t'avais pas rencontrée : Manel (Sergi López) (7 épisodes)
- 2018 : Les Misérables (en) : le concessionnaire de cheveux et de dents (Ron Cook) (mini-série)
- 2018-2019 : Better than Us : Igor Mikhailovich Maslovsky (Pavel Vorozhtsov) (16 épisodes)
- 2018-2021 : Supergirl : Querl « Brainy » Dox / Brainiac 5 (Jesse Rath) (67 épisodes)
- 2018 / 2022 : Barry : George Krempf (Michael Bofshever) (saison 1, épisode 2 puis saison 3, épisodes 4 et 7)
- 2018-2023 : New Amsterdam : Dr Iggy Frome (Tyler Labine) (89 épisodes)
- 2019 : Traitors : Jimmy Derby (Benjamin Walker) (6 épisodes)
- 2019 : Quicksand : Erik Norberg (Christopher Wollter) (mini-série)
- 2019 : The Twilight Zone : La Quatrième Dimension : David Kendell (Ryan Robbins) (saison 1, épisode 1)
- 2019 : Daybreak : Michael Burr (Matthew Broderick) (10 épisodes)
- 2019 : Living with Yourself : Right / Jung-Ho (James Seol) (3 épisodes)
- 2019 : Le Prix du Silence : Brett Huntley (Joseph May) (mini-série)
- 2019-2020 : Qui a tué Malcolm X ? : lui-même (Abdur-Rahman Muhammad) (mini-série documentaire)
- 2019-2020 : Dead to Me : Andrew Peters (Rick Holmes) (saison 1, épisode 8 et saison 2, épisode 9)
- 2019-2020 : Hanna : Jerome Sawyer (Khalid Abdalla) (6 épisodes)
- 2019-2022 : After Life : Matt (Tom Basden (en)) (12 épisodes)
- 2019-2023 : All Rise : Thomas Choi (Reggie Lee) (32 épisodes)
- 2019-2023 : The Witcher : le roi Filavandrel (Tom Canton) (10 épisodes)
- 2020 : October Faction : Fred Allen (J. C. MacKenzie (en)) (10 épisodes)
- 2020 : Hollywood : Richard « Dick » Samuels (Joe Mantello) (mini-série)
- 2020 : The Order : Rogwan (Sasha Roiz) (saison 2, épisode 4)
- 2020 : Les Nouvelles Légendes du roi singe : Cranius (Joel Tobeck) (3 épisodes)
- 2020 : The Comey Rule : Mark F. Giuliano (en) (Brian d'Arcy James) (mini-série)
- 2020 : Fargo : Dr David Harvard (Stephen Spencer) (saison 4)
- 2020 : Alice in Borderland : le père d'Arisu [Qui ?] (saison 1, épisode 1) et Mitobe [Qui ?] (saison 1, épisode 2)
- 2020 : Freud : Sigmund Freud (Robert Finster) (8 épisodes)
- 2020 : Tiny Pretty Things (en) : Topher Brooks (Shaun Benson) (8 épisodes)
- 2020 : Perry Mason : le prieur Brown (David Wilson Barnes (en)) (saison 1)
- 2020-2023 : Hunters : Biff Simpson (Dylan Baker) (11 épisodes)
- 2021 : Nine Perfect Strangers : Napoléon (Michael Shannon) (mini-série)
- 2021 : The Billion Dollar Code : Carsten Schlüter adulte (Mark Waschke) (mini-série)
- 2021 : La Cité invisible : Ivo (Rafael Sieg) (7 épisodes)
- 2021-2023 : Physical : John Breem (Paul Sparks) (28 épisodes)
- depuis 2021 : Acapulco : Máximo Gallardo (Eugenio Derbez)
- 2022 : Les Derniers Jours de Ptolemy Grey : Me Malman (Josh Daugherty) (mini-série)
- 2022 : Bosch: Legacy : le lieutenant Cosgrove (Tom Costello) (3 épisodes)
- 2022 : Bang Bang Baby : ? (?)
- 2022 : The First Lady : Donald Rumsfeld (Derek Cecil (en)) (mini-série)
- 2022 : S.W.A.T. : Byron (John Griffin) (saison 5, épisode 10)
- 2022 : Meurtre au Polonium - L'Affaire Litvinenko : le capitaine Brent Hyatt (Neil Maskell) (mini-série)
- 2022 : Better Call Saul : Norm Wakely (James Urbaniak) (saison 6, épisode 1)
- 2022 : Angelyne : David Duncamp (Blair Hickey) (mini-série)
- 2022 : American Gigolo : Richard Stratton (Leland Orser)
- depuis 2022 : The Gilded Age : Oscar van Rhijn (Blake Ritson)
- 2022-2024 : Les Feux de l'amour : Tucker McCall (Trevor St. John) (236 épisodes)
- 2023 : Faux-semblants : Nick (Tony Crane) (mini-série)
- 2023 : Abysses : Aito Mifune (Takuya Kimura) (mini-série)
- 2023 : The Crowded Room : Dr Whitman (Davis Duffield) (mini-série)
- 2023 : Sans laisser de traces (es) : ? (?)
- 2023 : The Morning Show : Paul Marks (Jon Hamm) (saison 3)
- 2023 : Cruel Summer : Steve Chambers (Paul Adelstein) (saison 2)
- 2023 : Dolores Roach (en) : Gideon Pearlman (Marc Maron)
- 2023 : The Chef, la série : Dean (Gary Lamont (en)) (mini-série)
- 2024 : Ancestral : Park Sang-min (Park Byung-eun (en))
- 2024 : Avatar, le dernier maître de l'air : Chong (Justin Wong)
- 2024 : Supersex : Franco Caracciolo (Mario Pirrello)
- 2024 : Manhunt (en) : Thomas Eckert (en) (Damian O'Hare) (mini-série)
- 2024 : Trigger Point (en) : le commandant John Francis (Julian Ovenden) (saison 2)
- 2024 : Le Régime : ? (?) (mini-série)
- 2024 : Fallout : Dr Siggi Wilzig (Michael Emerson)
- 2024 : L'Affaire Asunta : le juge Luis Malvar (Javier Gutiérrez Álvarez) (mini-série)
- 2024 : Maxton Hall : Le monde qui nous sépare : Tristan (Thomas Chemnitz)
- 2024 : D'une main de fer : El Flaco (Daniel Holguín) (mini-série)
- 2024 : Eric : Alex Gator (Wade Allain-Marcus) (mini-série)
- 2024 : Las Azules : Alejandro de la Torre (Leonardo Sbaraglia) (mini-série)
- 2024 : Nightmares and Daydreams par Joko Anwar (en) : Domi (Rukman Rosadi (id))
- 2024 : Elsbeth : l'inspecteur Bobby Smullen (Danny Mastrogiorgio)
- 2025 : Andor : le lieutenant Krole (Alex Waldmann (en)) (saison 2)
- 2025 : Washington Black (en) : Willard (Billy Boyd) (mini-série)
- 2025 : Stick (en) : Gary Wheeler (Mackenzie Astin (en))

#### Séries d'animation
- 1992 : Batman, la série animée : Wizard[n 28] (saison 1, épisode 34)
- 1993 : Spirou : Orangis, Alim, Professeur Vouh-Vla Ravih, Frank (Les Disparus de Mesa-Diablo) et voix additionnelles
- 1999 : Capitaine Fracasse : Justinien de Sigognac / Fracasse
- 2001 : La Légende de Tarzan : Ed
- 2001-2007 : Jackie Chan : Jackie Chan[n 29]
- 2005-2006 : Monster : Wolfgang Grimmer
- 2005-2008 : Avatar, le dernier maître de l'air : le père de Toph, le professeur Zei, Tho (1re voix)
- 2005-2017[n 30] : Mes parrains sont magiques : Denzel Crocker (2e voix), Dinkelberg (3e voix), Kevin le neveu de Crocker, Dolores Day Crocker la mère de Crocker (2e voix)
- 2007-2008 : Valérian et Laureline : le prince Baral
- 2008-2011 : T'choupi et ses amis : Papa Toine
- 2010 : Planet Sheen : Nesmith
- 2012-2013 : Green Lantern : Hal Jordan / Green Lantern
- 2013 : T'choupi à l'école : Papa, François le directeur[13]
- 2013-2015 : Turbo FAST : Turbo
- 2015 : Dinotrux : Click Clack
- 2016-2018 : La Ligue des justiciers : Action : Hal Jordan / Green Lantern, et Abnegazar  (épisode 4)
- 2018-2021 : La Bande à Picsou : Popop Duck
- 2019 : Love, Death and Robots : Dicko (saison 1, épisode 1), l'hôte (saison 1, épisode 3) et Bob (saison 1, épisode 15)
- 2019 : Ultraman : Ide
- 2019 : Trailer Park Boys : Randy
- 2020-2022 : Ghost in the Shell: SAC 2045 : John Smith
- 2021 : Trese : Entre deux mondes : le maire Santamaria (saison 1, épisode 1 et 5) / le boucher (saison 1, épisode 4)
- 2021 : Chicago Party Aunt : Kurt
- depuis 2021 : Charlotte aux fraises : À la conquête de la grande ville : Johnny Biscuit fourré et Macaron mauve
- 2022 : Cyberpunk: Edgerunners : Delamain
- 2023 : Moon Girl et Devil le Dinosaure : Isaac
- 2023 : Le Pavillon des hommes : Murase
- 2023 : Narval ou presque : le père de Kelp
- 2023 : Onimusha : Goromaru
- 2023 : American Dad! : Billy Boyd (saison 18, épisode 17)
- 2024 : Hazbin Hotel : Valentino
- 2024 : T'choupi à la campagne : Papa (création de voix)
- 2024 : Terminator Zero : Malcolm Lee
- 2025 : Gagné ou Perdu (en) : Francis

### Jeux vidéo
- 1999 : The Longest Journey : Vamon
- 2000 : Baldur's Gate II: Shadows of Amn : Anomen Delryn
- 2002 : Warcraft III: Reign of Chaos : Arthas Menethil[2]
- 2002 : K 2000: The Game : KITT et KARR
- 2003 : Warcraft III: The Frozen Throne : Arthas Menethil
- 2004 : Killzone : Jan Templar
- 2004 : Call of Duty : Le Jour de gloire : le sergent Sam Rivers
- 2004 : Ground Control II: Operation Exodus : le capitaine Jacob Angelus
- 2004 : ObsCure : Kenny Matthews
- 2005 : Brothers in Arms: Road to Hill 30 : sergent Matt Baker
- 2005 : Tom Clancy's Splinter Cell: Chaos Theory : voix additionnelles
- 2005 : Brothers in Arms: Earned in Blood : sergent Matt Baker
- 2005 : Harry Potter et la Coupe de feu : Alastor « Fol Œil » Maugrey
- 2005 : Mortal Kombat: Shaolin Monks : Liu Kang
- 2005 : Call of Duty 2: Big Red One : le sergent Glenn Hawkins
- 2006 : Dark Messiah of Might and Magic : Sareth
- 2006 : Tom Clancy's Splinter Cell: Double Agent : Lawrence Williams
- 2006 : Company of Heroes : le capitaine Mac Kay
- 2006 : Desperate Housewives, le jeu : voix secondaires
- 2007 : Assassin's Creed : voix secondaires dans les missions
- 2008 : Brothers in Arms: Hell's Highway : sergent Matt Baker
- 2008 : Dead Space : Dr Challus Mercer
- 2008 : Star Wars : Le Pouvoir de la Force : Proxy
- 2008 : World of Warcraft: Wrath of the Lich King : Arthas Menethil
- 2009 : League of Legends : Focus sur les champions (Yasuo / Vel'Koz / Kalista / Rek'Sai / Bard / Ekko / Tahm Kench / Kindred / Illaoi / Jhin / Aurelion Sol / Taliyah / Kled / Yorick / Ivern / Camille / Warwick / Galio / Rakan / Xayah / Kayn / Urgot / Ornn / Evelynn / Zoé / Swain / Kai'sa / Irelia / Pyke / Aatrox et Akali)
- 2009 : STALKER: Call of Pripyat : voix additionnelles
- 2009 : Call of Duty: Modern Warfare 2 : l'annonceur multijoueur des Rangers
- 2009 : Assassin's Creed II : Federico Auditore et voix additionnelles
- 2010 : BioShock 2 : le Magicien dans le mode multijoueurs
- 2010 : Tom Clancy's Splinter Cell: Conviction : Ben Hassen
- 2010 : Prince of Persia : Les Sables oubliés : le Prince
- 2010 : Fallout: New Vegas : Arcade Gannon
- 2011 : Deus Ex: Human Revolution : Isaias Sandoval
- 2011 : Duke Nukem Forever : voix additionnelles
- 2012 : World of Warcraft: Mists of Pandaria : Ji Patte de feu
- 2012 : Les Royaumes d'Amalur : Reckoning : Guran
- 2012 : Counter-Strike: Global Offensive : GIGN
- 2012 : Spec Ops: The Line : le capitaine Martin Walker
- 2012 : Call of Duty: Black Ops II : McKnight
- 2012 : Spider-Man : Aux frontières du temps : Dr Walker Sloan
- 2012 : PlayStation All-Stars Battle Royale : Isaac Clarke (DLC uniquement)
- 2013 : Injustice : Les dieux sont parmi nous : Hal Jordan / Green Lantern et Flash
- 2013 : Bioshock Infinite : Tombeau Sous-Marin : Sander Cohen
- 2013 : Dead Space 3 : Isaac Clarke
- 2013 : Beyond: Two Souls : Ryan
- 2013 : Final Fantasy XIV: A Realm Reborn : Thancred[14]
- 2013 : Disney Infinity : John Reid / The Lone Ranger
- 2013 : Killzone: Shadow Fall : voix additionnelles
- 2014 : Dragon Age: Inquisition : L'Inquisiteur (voix masculine 2)
- 2014 : The Evil Within : Ivan Diaz
- 2014 : The Elder Scrolls Online : Garyn Indoril
- 2015 : Heroes of the Storm : Arthas[2]
- 2015 : King's Quest : le roi Graham adulte
- 2015 : Assassin's Creed Syndicate : Frederick Abberline
- 2015 : Tom Clancy's Rainbow Six Siege : Castle
- 2015 : Star Wars Battlefront : voix additionnelles
- 2016 : Tom Clancy's The Division : voix additionnelles
- 2016 : The Witcher 3: Wild Hunt – Blood and Wine : le comte Beledal
- 2016 : Call of Duty: Infinite Warfare : Gator
- 2016 : Doom : voix additionnelles
- 2017 : Resident Evil 7: Biohazard : David Anderson
- 2017 : Injustice 2 : Flash et Black Adam
- 2017 : Lego Marvel Super Heroes 2 : voix additionnelles
- 2017 : Dishonored : La Mort de l'Outsider : Shan Yun
- 2017 : Assassin's Creed Origins : Dioclès
- 2017 : Star Wars Battlefront II : voix additionnelles
- 2018 : World of Warcraft: Battle for Azeroth : Arthas Menethil
- 2018 : Assassin's Creed Odyssey : Euripide
- 2018 : Lego DC Super-Vilains : Hal Jordan / Green Lantern
- 2018 : Shadow of the Tomb Raider : voix additionnelles
- 2019 : Far Cry: New Dawn : Thomas Rush
- 2019 : Final Fantasy XV : épisode Ardyn : voix additionnelles
- 2019 : Close to the Sun : Nikola Tesla
- 2019 : Final Fantasy XIV: Shadowbringers : Thancred, Wedge et Maxima
- 2019 : Age of Empires II: Definitive Edition : narrateur de la campagne de William Wallace, voix additionnelles
- 2020 : Warcraft III: Reforged : Arthas Menethil[2]
- 2020 : Ghost of Tsushima : Heitaro et voix additionnelles (autochtone, marchand, etc ...)
- 2020 : Assassin's Creed Valhalla : Goodwin et voix additionnelles (saxons, etc ...)
- 2020 : Cyberpunk 2077 : Delamain
- 2021 : Final Fantasy VII Remake : Épisode Yuffie : voix additionnelles
- 2021 : Halo Infinite : l'IA du vaisseau
- 2021 : Final Fantasy XIV: Endwalker : Thancred et Maxima
- 2022 : Hearthstone : Arthas Menethil
- 2023 : Atomic Heart : Major Sergey "P-3" Nechayev
- 2023 : Dead Space : Dr Challus Mercer
- 2023 : Final Fantasy XVI : Oldřich, Bauguin, Ctibor et voix additionnelles
- 2023 : Cyberpunk 2077 : Phantom Liberty : Delamain
- 2024 : Final Fantasy XIV : Dawntrail : Thancred
- 2024 : Dragon Age: The Veilguard : L'Inquisiteur (voix masculine 1)

## Voix off
Émissions
- Faux Raccord : Les Gaffes de Deadpool ! : voix off de Deadpool[n 31] (épisode 155)

## Chansons
- Ulysse dans l’Oratorio Odyseus de Cyril Lohbrunner et Hélène Suignard-Larvor.
- Dans Le Seigneur des anneaux : Le Retour du roi, lors de la scène durant laquelle Pippin doit chanter pour le repas de l'intendant Denethor.
- Dans Il était une fois, il chante avec Rachel Pignot la chanson Un baiser.